# Cinnyris chalcomelas
El suimanga pechivioleta (Cinnyris chalcomelas) es una especie de ave paseriforme de la familia Nectariniidae propia de Kenia y Somalia.